# Mekombé Thérèse
Mekombé Thérèse est une juriste et militante des droits de l'homme tchadienne. Elle est la Présidente de l'Association des Femmes Juristes du Tchad. Elle défend notamment les femmes victimes de violence sexuelle au Tchad. Parmi ses actions figure notamment l'affaire Zouhoura .